# 杜碧兰
杜碧兰（1935年—），女，山西太谷人，中国海洋学家，国家海洋局海洋环境预报中心总工程师，第七、八、九届全国人大代表。